# Philipp Johann Thimm
Philipp Johann Thimm (* 1987) ist ein deutscher Multiinstrumentalist, Arrangeur, Produzent und Komponist mit Schaffenszentrum in Berlin.

## Leben
Philipp Thimm erhielt seine erste weiterführende musikalische Ausbildung im Bereich der Neuen Musik durch seinen Musiklehrer Hans-Peter Schulz, in dessen Ensemble für experimentelle Musik er mit 15 Jahren beitrat und in diesem Rahmen u. a. bei der Erst-Einspielung des Werkes Voice, Books and Fire 3 von Jakob Ullmann mitwirkte. Thimm studierte ab 2005 Violoncello am Leopold-Mozart-Konservatorium in Augsburg und ab 2007 E-Gitarre als Stipendiat bei Peter Wölpl und Michael Kosho Koschorrek an der Popakademie Baden-Württemberg.
Während der Studienzeit begleitete er Jonah Matranga als Live-Cellist auf Tourneen und arbeitete zudem mit Jon Lord sowie den Bands The Album Leaf und Get Well Soon zusammen. 2009 war er unter dem Pseudonym „Tilly“ Mitbegründer der Berliner Alternative-Band Abby, die mehrere EPs sowie zwei LPs bei Universal Music/Island Records einspielte und international auftrat.
2010 zog Thimm nach Berlin, wo er als Studio-Instrumentalist, Produzent, und Arrangeur (zumeist für Streichorchester) in der Musikszene tätig war und seitdem bei zahlreichen internationalen Musikproduktionen mitwirkte, u. a. in Zusammenarbeit mit David Lemaitre, Ellen Allien, Moderat, Pan-Pot, Casper, Haftbefehl, Kraftklub, Die Orsons, Jan Blomqvist und Wallis Bird.
Ab 2011 spielte er als Multiinstrumentalist bei PC Nackt in dessen Band Warren Suicide und als Live-Cellist bei Apparat (Sascha Ring) und wurde zu dessen festem Instrumental-, Kompositions- und Produktionspartner. Im Zuge der Zusammenarbeit mit Apparat entstanden mehrere Musiken für Theater, Film sowie LPs, unter anderem das 2019 veröffentlichte Album LP5 das 2020 für den Grammy in der Kategorie „Best Dance/Electronic Album“ nominiert und 2019 mit dem VUT-Indie Award ausgezeichnet wurde. Für die Filmmusik zu dem italienischen Film Capri Revolution (2018, Regie: Mario Martone) wurden Ring und Thimm mit dem David-di-Donatello-Preis, dem Soundtrack Stars Award (Internationale Filmfestspiele Venedig) und dem Preis für Best Original Score beim Bari International Film Festival (BIF&ST) prämiert.

## Diskografie (Auswahl)
- 2008: Jakob Ullmann – Voice, Books And FIRE 3, Edition RZ
- 2013: Abby – Friends & Enemies, Universal / Island Records
- 2013: Apparat –  Krieg und Frieden (Music for Theatre), Mute Records
- 2015: Abby – Hexagon, Universal / Island Records
- 2019: Apparat – LP5, Mute Records
- 2020: Ellen Allien – Auraa, Bpitch-Control
- 2020: Apparat – diverse Soundtracks, It’s Complicated Records
- 2021: Milliarden – Schuldig, Zuckerplatte
- 2022: Toechter – Zephyr, Edition DUR/KulturManufaktur
- 2023: Philipp Johann Thimm – Birds Singing Till The World Ends, Italic Recordings
- 2024: Toechter – Epic Wonder, Morr Music

## Theatermusik
- 2012: Krieg und Frieden von Leo Tolstoi (Regie: Sebastian Hartmann), Co-Produktion Schauspiel Leipzig (Centraltheater) und Ruhrfestspiele in Recklinghausen
- 2015: Dämonen von Fjodor Dostojewski (Regie: Sebastian Hartmann), Schauspiel Frankfurt
- 2017: Gespenster nach August Strindberg, Henrik Ibsen, Heinrich Heine, (Regie: Sebastian Hartmann) Deutsches Theater Berlin
- 2021: Das Buch der Unruhe nach Fernando Pessoa (Regie: Sebastian Hartmann) Staatsschauspiel Dresden
- 2023: Die Jungfrau Von Orleans von Friedrich Schiller (Regie: Robert Lehniger) Düsseldorfer Schauspielhaus

## Filmmusik
- 2013: Wer Schön Sein Will Muss Reisen (Regie: René Schöttler)
- 2018: Capri Revolution (Regie: Mario Martone)
- 2019: Stillstehen (Regie: Elisa Mishto)
- 2022: Schwere l o s (Regie: Eike Weinreich)
- 2023: Wer Wir Sind (Regie: Charlotte Rolfes) 6-teilige Fernsehserie der ARD[9]
- 2023: Tatort: Pyramide (Regie: Charlotte Rolfes)
- 2024: Die schöne Rebellin (Netflix)
- 2024: 2 Minuten, MDR
- 2024: Oh Hell (Season 1), Regie Lisa Miller
- 2025: Dinner Club (Amazon Prime)
- 2025: Tatort: Colonius (Regie: Charlotte Rolfes)

## Hörspielmusik
- 2020: Club der schönen Mütter - DLF Kultur (Regie: Judith Lorentz)[10]
- 2020: Vom Wind verweht – Die Prissy Edition – WDR (Regie: Jörg Schlüter)
- 2021: Aber sie dachten nichts zu Ende – DLF Kultur (Regie: Lena Brasch)
- 2022: Merle Kröger: Die Experten. Hörspielserie in 5 Folgen. DLF Kultur/NDR (Regie: Judith Lorentz)